# Кузнецов, Алексей Петрович
Кузнецов Алексей Петрович (27 мая 1916, Оренбург — 23 февраля 1993, Санкт-Петербург) — советский живописец и педагог, Заслуженный художник РСФСР, член Санкт-Петербургского Союза художников (до 1992 года — Ленинградской организации Союза художников РСФСР).

## Биография
Алексей Петрович Кузнецов родился 27 мая 1916 года в Оренбурге. Учился в 1932—1936 в Пензенском художественном училище у Н. Петрова, И. Горюшкина-Сорокопудова, в 1936—1946 на живописном факультете в ЛИЖСА имени И. Е. Репина, ныне Санкт-Петербургский государственный академический институт живописи, скульптуры и архитектуры имени И. Е. Репина при Российской академии художеств. Окончил институт по мастерской профессора А. А. Осмёркина с присвоением звания художника живописи. Дипломная работа — картина «Дорога жизни» (находится в Музее истории города).
С 1947 начинается педагогическая работа А. Кузнецова в Средней художественной школе.  Одновременно в 1948—1951 он занимается в творческой мастерской Академии художеств под руководством Б. В. Иогансона. В 1952 году А. П. Кузнецов назначается директором СХШ, оставаясь в этой должности до 1980 года.
Участвовал в выставках с 1946 года. Писал портреты, тематические картины, пейзажи. В 1960-1962 был командирован Министерством культуры СССР во Вьетнам, где оказывал помощь в организации национальной художественной школы, преподавал в Ханойском художественном институте. В 1968 А. П. Кузнецову было присвоено почётное звание Заслуженный художник РСФСР. Персональные выставки его произведений прошли в Ханое (1960, 1962), Ленинграде (1963), Санкт-Петербурге (1996, Музей Академии художеств).
Скончался 23 февраля 1993 года в Санкт-Петербурге на 77-м году жизни. 
Произведения А. П. Кузнецова хранятся в музеях и частных собраниях России, Вьетнама, КНР, США, Франции и других стран.